# حمام دهدشت
حمام دهدشت مربوط به دوره صفوی است و در دهدشت، نزدیک ۱۵۰ متری مسجد جامع شهر واقع شده و این اثر در تاریخ ۲۵ اسفند ۱۳۷۹ با شمارهٔ ثبت ۳۵۶۶ به‌عنوان یکی از آثار ملی ایران به ثبت رسیده است.